# Carlton Centre Office Tower
Carlton Centre Office Tower – wieżowiec w Johannesburgu, w Republice Południowej Afryki. Budynek ma 225,5 metra wysokości i 50 kondygnacji. Powierzchnia całkowita wszystkich pomieszczeń wynosi 68 055 m². Budynek jest najwyższym budynkiem w mieście, w kraju, a także na całym kontynencie. Został zaprojektowany przez firmę Skidmore, Owings & Merill.